# Daytonavtalet

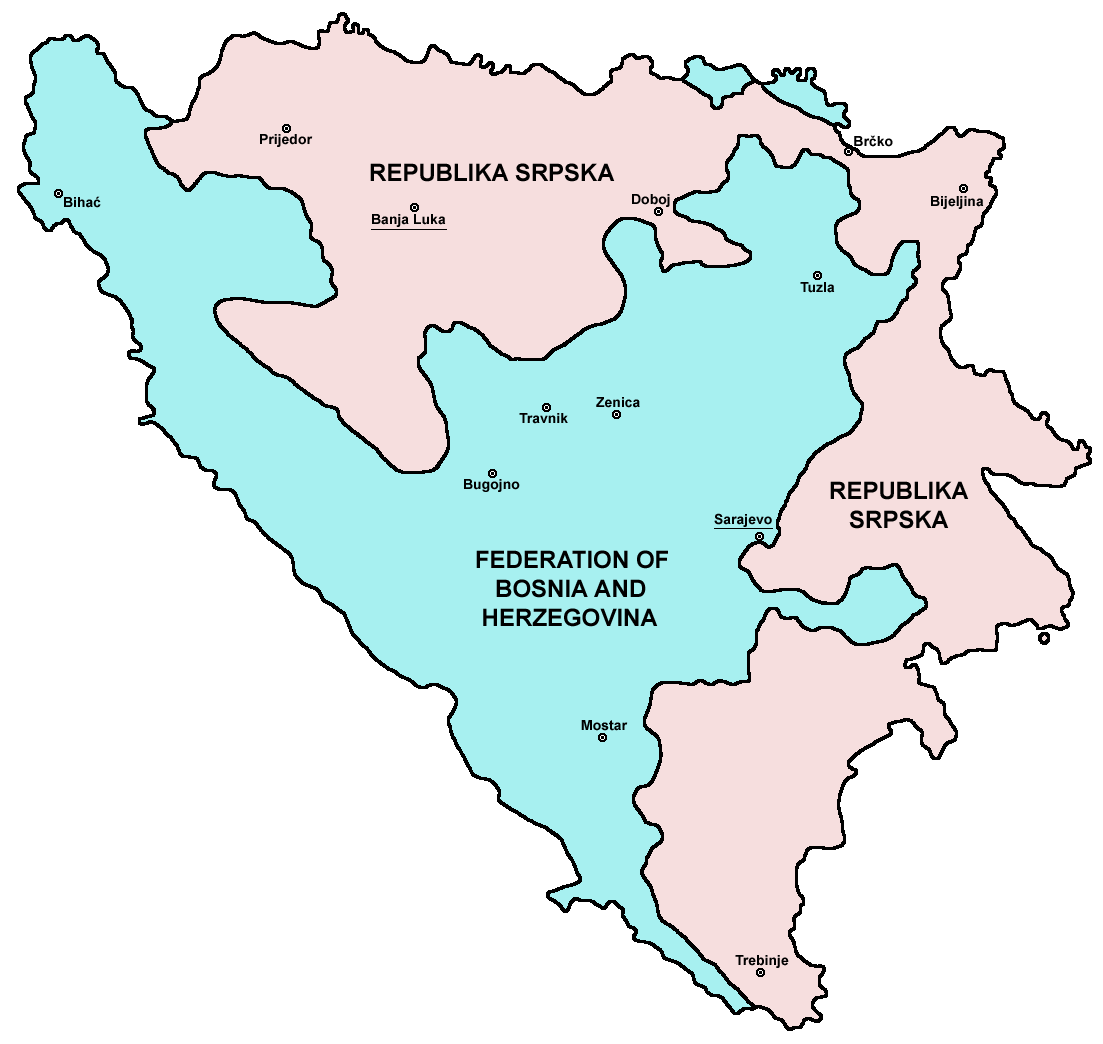
Uppdelningen av Bosnien och Hercegovina enligt Daytonavtalet. Det blå fältet är Federationen Bosnien och Hercegovina medan det rosa fältet är Republika Srpska.

Daytonavtalet (engelska: Dayton Agreement), egentligen General Framework Agreement for Peace in Bosnia and Herzegovina också känt som Dayton Accords, Paris Protocol eller Dayton-Paris Agreement, är ett fredsavtal mellan Bosnien och Hercegovina, Jugoslavien och Kroatien som satte punkt för kriget i Bosnien och Hercegovina. Avtalet framförhandlades vid Wright-Patterson Air Force Base utanför Dayton i delstaten Ohio i USA mellan den 1 och 21 november 1995. Chefsförhandlare var Richard Holbrooke. Avtalet undertecknades högtidligt den 14 december 1995 i Élyséepalatset i Paris i Frankrike.

## Innehåll
Daytonavtalet innehåller bland annat ett flertal överenskommelser om militära frågor, inklusive upprättande av en NATO-ledd fredsstyrka, en uppgörelse om gränsdragningen mellan de två entiteterna i Bosnien och Hercegovina, flyktingars rätt att återvända, förbud mot nya försök till separation av landets territorium och en ny författning för landet. Det inrättandes även en post som hög representant, en post för en tredjepart som för världssamfundets räkning skulle övervaka genomförandet av fredsavtalet. Den höga representanten fick vetorätt i alla politiska beslut fattade av inhemska politiker, vilket således i praktiken gjorde landet till ett internationellt protektorat. Posten innehades först av Carl Bildt.